# Francesco da Fiano
Francesco da Fiano, (Fiano Romano, 1340/1350 - 1421) est un écrivain humaniste italien de la fin du XIVe et du début du  XVe siècle.

## Biographie
Francesco est le fils de Antonio Cecchi di Fiano. Il a été disciple à Bologne de Pietro da Moglio, correspondant de Pétrarque et de Coluccio Salutati.
L’importance de Francesco da Fiano dans l'histoire de la culture a été mise en évidence par don Igino Taù, dell’ Istituto salesiano villa Sora de Frascati (Province de Rome), qui, à la fin de 1961, publia l'étude sur l'œuvre la plus connue de Francesco « Contra ridiculos oblocutores et fellitos detractores poetarum ».
Avec la « Contra ridiculos oblocutores », il prend part à la polémique entre les primo-humanistes et les anti-humanistes. Bien qu'appartenant à la Curie romaine, où figuraient de nombreux opposants et détracteurs à la poésie classique, Francesco da Fiano a eu le courage de défendre les poètes antiques dont il a revendiqué énergiquement le droit d'être « cités non seulement devant le pape mais aussi devant le Christ ».
Il estimait ridicule d'accuser d'anti-christianisme les poètes nés avant Jésus-Christ dont certains pourraient même être considérés comme des prophètes du christianisme.

## Publications
- Contra ridiculos oblocutores et fellitos detractores poetarum, opuscule (1389-1404)[2].

## Sources
- Voir bibliographie